# Paracanthonchus kartanum
Paracanthonchus kartanum is een rondwormensoort uit de familie van de Cyatholaimidae.